# Château d'Entraygues (Boisset)
Pour l’article homonyme, voir Château d'Entraygues (Entraygues-sur-Truyère).
Le château d'Entraygues est un château situé sur la commune de Boisset, dans le département du Cantal, en France.
Il est inscrit au titre des monuments historiques.

## Localisation
Le château est situé sur une hauteur entre la Rance et le Moulègre, près de leur confluence, sur la commune de Boisset, dans le quart sud-ouest du département français du Cantal.

## Toponymie
Le nom de ce château « Entraygues » signifie « entre deux eaux », justifié par sa position, en surplomb du cours de deux rivières.

## Historique
Le château d'Entraygues a été construit en trois périodes, du XVIe au XVIIIe siècle.

### Famille d'Aura
- Guillaume Deaura (de Hora à l'origine), fils de Jean Deaura, seigneur d'Antraigues, se marie en 1664 avec Philiberte de Méallet, fille de Pantaléon de Méallet, seigneur de Fargues et Louise de Brugier. Ils eurent 11 enfants dont Gabrielle, née en 1669, qui épousa en 1698 Jean de La Tour de La Placette, Louise, née en 1681, qui épousa Antoine de La Tour de La Placette, fils d'un premier mariage du précédent, et Marguerite, née en 1676, qui épousa Jacques de Baudières.

- Marie Rose Mélitine de Baudières (1809-1880), dame d'Entraygues, héritière de son arrière grand-mère Marguerite Deaura, apporta Entraygues à la famille Falvelly par son mariage le 28 juillet 1840 avec Louis Philippe de Falvelly (1799-1867), arrière petit-fils de Louise Deaura d'Entraigues sœur de Marguerite, et fils de Jean-Louis-Joseph de Falvelly (1749-1824), député aux États généraux et de Marie Jeanne Gabrielle de La Tour de La Placette, dame de Gresses.

### Famille de Falvelly
Cette famille possède Entraygues pendant six générations depuis 1840 jusqu'à aujourd'hui, en 2024.

## Description
Le château du XVIe siècle est composé d'un corps à trois étages carrés, d'une tour ronde d'escalier engagée au milieu de la façade, d'une tour du XVIIe siècle à l'angle sud-ouest et d'une aile du XVIIIe siècle en retour d'équerre.
Il possède plusieurs portes sculptées, des plafonds peints à la française et de rares papiers peints d'époque Directoire.

## Protection
Par arrêté du 20 mai 2015, le château d'Entraygues est inscrit au titre des monuments historiques en totalité, y compris les terrasses, les communs avec le fournil, la chapelle et la grange. Cette protection se substitue à la précédente inscription par arrêté du 24 septembre 1987 pour les façades et toitures du château, de l'ancienne chapelle et du fournil, ainsi que les portes à panneaux sculptés et plafonds peints de la chambre rouge et de la grande salle du premier étage.